# Ed Bernard
Ed Bernard est un acteur américain né le 4 juillet 1939 à Philadelphie, Pennsylvanie (États-Unis).

## Filmographie
- 1971 : Les Nuits rouges de Harlem (Shaft) de Gordon Parks : Poerco
- 1972 : Les Quatre Malfrats (The Hot Rock) de Peter Yates : Policeman
- 1972 : Meurtres dans la 110e rue (Across 110th Street) de Barry Shear : Joe Logart
- 1972 : Cool Million (série TV) : Tony Baylor (1972-1973)
- 1973 : Murdock's Gang (TV) : Ed Lyman
- 1973 : Trader Horn (en)de Reza Badiyi : Apague
- 1974 : Together Brothers (en) de William A. Graham : Mr. Kool
- 1974 : Unwed Father (TV) : Butler
- 1974 : Reflections of Murder (en) (TV) : Coroner
- 1974 : Sergent Anderson ("Police Woman") (série TV) : Det. Joe Styles (1974-1978)
- 1979 : Act of Violence (it) (TV) : Clayton
- 1980 : L'Affaire Brockhurst (The Last Song) (TV) : Morgan
- 1983 : Tonnerre de feu (Blue Thunder) de John Badham : Sgt. Short
- 1987 : Survival Game de Herb Freed  : 'Sugar Bear' Wilcox
- 1992 : Intimate Stranger (TV) : Captain Milliken
- 1993 : L'Incroyable Voyage (Homeward Bound : The Incredible Journey) de Duwayne Dunham : Le Sergent
- 1995 : Girl in the Cadillac (en) de Lucas Platt : Judge Horton
- 1996 : La Revanche de Pinocchio (Pinocchio's Revenge) de Kevin Tenney : Jail Guard
- 2002 : Témoin mis à nu (Bare Witness) de Kelley Cauthen (vidéo) : Capt. Moody